# 2646 Abetti
2646 Abetti è un asteroide della fascia principale del diametro medio di circa 22,38 km. Scoperto nel 1977, presenta un'orbita caratterizzata da un semiasse maggiore pari a 3,0124479 UA e da un'eccentricità di 0,0983097, inclinata di 9,67896° rispetto all'eclittica.
L'asteroide è dedicato agli astronomi italiani Antonio e Giorgio Abetti, padre e figlio.